# Гольшаны
Гольша́ны (бел. Гальша́ны, лит. Alšėnai) — агрогородок в Ошмянском районе Гродненской области Беларуси. Административный центр Гольшанского сельсовета. Бывший город, упомянутый в Списке русских городов дальних и ближних.
Население — 993 человека (2024).

## География
Деревня расположена в 20 км (по дорогам) южнее районного центра — города Ошмяны, на левом берегу реки Гольшанки.

## Транспорт
Через деревню проходит дорога Р48 «Ворона—Ошмяны—Юратишки—Ивье».

## История
Первое упоминание населенного пункта относится к XIII веку. С XIII по XVI век являлась частновладельческим поселением князей Гольшанских (Ольшанских). Из рода князей Гольшанских происходила Софья Гольшанская — жена короля Владислава Ягайло, которая стала родоначальницей династии Ягеллонов.
В XIV—XV веках Гольшаны были центром удельного княжества в Великом княжестве Литовском и играли значительную роль в его жизни. В «Новгородской летописи» Гольшаны упоминаются под 1387 и 1406 годами. В XVI веке князья Гольшанские построили в местечке протестантский храм, обращённый позднее в католический костёл.
В 1440 и 1492 годах в Гольшанах собирались съезды влиятельных феодалов Великого княжества Литовского.
С XVII века местечком владел род князей Сапег — наследников владений Гольшанских. В 1618 году Павел Стефан Сапега начал строительство каменного костела в Гольшанах и жилого корпуса монастыря францисканцев, а также начал строительство нового замка. Сапеги основали в Гольшанах бумажную мануфактуру, которая выпускала большое количество качественной бумаги (существовала до конца XVII в.).
В католическом костёле были помещены гранитные саркофаги, в которых покоились тела Богдана Сапеги и трёх его жен.
В XVIII веке различные части Гольшан находились во владении Кунцевичей, Масевичей, Пацев и других. В 1746 году имение перешло во владение рода Жаб.
В XV—XIX веках крупный центр выработки изразцов. В 1892 году, согласно «ЭСБЕ», в Гольшанах проживало 1855 жителей.
С 1795 года населённый пункт был в составе Российской империи, местечко Ошмянского уезда Виленской губернии. В 1832 году российскими властями был закрыт монастырь францисканцев. На его месте расположился российский гарнизон. Во время польского восстания 1863—1864 годов, один из его руководителей З. Минейко планировал создать в Гольшанах центр уездного восстания.
В 1871 году в местечке произошел крестьянский бунт против местного горожанина и российских властей.
В конце XIX века Гольшанским замком владел российский военнослужащий Горбанев, который приказал разобрать большую часть замка на кирпич.
С 1921 года деревня входила в состав Польши, с 1939 года — в состав Белорусской ССР. С 1940 года — центр сельсовета. С 1941 по 1944 год находилась под немецкой оккупацией, евреи были согнаны в гетто и впоследствии убиты.

## Культура
- Народный историко-краеведческий музей ГУО «Гольшанская средняя школа»;
- Музей Дуги Струве на базе библиотеки (2013).

## События и мероприятия
- Ежегодный фестиваль средневековой культуры «Гальшанскі замак». Проходит около Гольшанского замка.

## Достопримечательности
- Около Гольшан расположен комплекс археологических памятников, который включает городище, селище и три курганные группы. В 2018 году в ходе археологических раскопок на селище обнаружили жилую постройку X века — Дом дружинника;
- Руины Гольшанского замка (XVII век);
- Костёл францисканцев (1618 год, перестроен в 1770-е годы);
- Торговые ряды, жилые дома конца XIX — начала XX веков в центре;
- Гольшанское кладбище — в 500 м от Гольшан, по дороге в сторону Трабы;
- В 1,5 км от Гольшан на правом берегу реки Карабель городище (XII—XIV века) и поселение, при раскопках которого найдена керамика раннего железного века и периода Киевской Руси;
- Часовня придорожная —  Историко-культурная ценность Республики Беларусь, шифр 412Г000065;
- Церковь святого Георгия Победоносца.

## Галерея
- Панорама
- Костёл Святого Иоанна Крестителя
- Часовня придорожная
- Часовня придорожная
- Торговые ряды
- Старинный дом
- Бывшее здание гмины
- Гольшанский замок
- Церковь святого Георгия Победоносца

## Известные люди
В деревне родился революционер, а затем видный советский государственный деятель Константин Константинович Стриевский (1885—1938).
В художественной литературе Гольшаны нашли свое отражение в детективном романе белорусского писателя Владимира Короткевича «Чёрный замок Ольшанский».